# Patrick Marleau
Patrick Denis Marleau (Saskatchewan, 15 settembre 1979) è un hockeista su ghiaccio canadese professionista che gioca nel ruolo di centro ed ala sinistra per i San Jose Sharks.
Detiene il record di incontri giocati nella regular season di NHL, avendo superato il 19 aprile 2021 il precedente record di Gordie Howe.

## Carriera
Dalla stagione 1997-1998 alla stagione 2016-2017 ha giocato per i San Jose Sharks, di cui è stato uno dei capitani. È stato il miglior marcatore, in fatto di gol (387, sia in even strenght che in power play), punti (830) e partite giocate (1117) della franchigia californiana, oltre ad esserne il giocatore con più presenze.
Ha poi giocato per due stagioni coi Toronto Maple Leafs, per poi essere ceduto, nel giugno del 2019, ai Carolina Hurricanes. Pochi giorni dopo, tuttavia, gli Hurricanes sciolsero il contratto. Nel successivo mese di ottobre, Marleau sottoscrisse un nuovo contratto annuale con gli Sharks, i quali tuttavia lo cedettero già a febbraio ai Pittsburgh Penguins, coi quali terminò la stagione.
Il 13 ottobre 2020 venne annunciato il nuovo ritorno agli Sharks di Marleau, di nuovo con un accordo annuale. Il 19 aprile 2021 scese sul ghiaccio per la 1768ª presenza in una gara di regular season della NHL, strappando così il record a Gordie Howe.